# エル・サルトリオ
『エル・サルトリオ』(El Sartorio)、ないし、『エル・サタリオ』( El Satario) は、1907年に制作されたアルゼンチン最初のポルノ映画であり、アルゼンチンの映画で初めて性器のクローズアップを映した作品であった。ただし、1930年代にキューバで制作されたとする資料もある。
タイトルの「サルトリオ」ないし「サタリオ」は、サテュロスを意図しているものと考えられている。

## 概要
6人の裸体の娘たちが、川辺で遊び、走り、食べ物を食べたりしている。そこへ魔物（頭部にカツラや角、大きな髭などをつけただけの男性）が現れ、娘たちの様子を窺いながら近づく。驚いた娘たちが逃げるのを魔物は追い、娘たちの一人が転んだところを魔物が捕らえ、彼女を抱えて森の中へ連れて行き、そこで様々な性行為を行うが、娘の方も同意の上であるように見える。性行為の後、ふたりは草の中にぐったりと横たわっているが、逃げていた5人の娘たちが裸のまま戻ってきて。横たわるふたりを見つけ、魔物を木の枝で脅しつけて、娘を「救出」する。
この短編映画は、白黒で、長さは4分32秒ある。
フェラチオ、シックスナインなど様々な体位での本番行為、暗くて画質も悪いためほとんど確認できないが局部アップシーンもあり、ライターの安田理央は世界最古のハードコアポルノ作品の一つと記述している。